# نپریچاوا
نپریچاوا صربی: Nepričava}} یک منطقهٔ مسکونی در صربستان است که در Lajkovac واقع شده‌است.